# Jacob Neestrup
 Jacob Neestrup Hansen (* 8. März 1988 in Kopenhagen) ist ein ehemaliger dänischer Fußballspieler und derzeitiger Trainer. Er ist seit September 2022 Cheftrainer des FC Kopenhagen.

## Karriere

### Spieler
Neestrup, ein defensiver Mittelfeldspieler, ging aus der Jugendakademie des FC Kopenhagen hervor. Gleich in seinem ersten Profispiel im dänischen Pokal am 20. September 2006 zog er sich nach zwei Minuten eine Verletzung zu, die ihn acht Monate lang außer Gefecht setzte. Seinen ersten Ligaeinsatz hatte er am letzten Spieltag der Saison 2006/07 gegen Vejle BK.
Auch seine weitere Spielerkarriere war von Verletzungen geprägt. So fiel er während seiner Zeit beim isländischen Erstligisten FH Hafnarfjörður aufgrund von Verletzungen und eines Autounfalls einen Großteil der Saison aus. Nach sechs Monaten kehrte er nach Dänemark zu seinem Jugendverein, dem Viertligisten Fremad Amager, zurück. Ohne ein weiteres Spiel bestritten zu haben, beendete er dort im Sommer 2011 seine Laufbahn als Spieler.

### Trainer
Neestrup schloss sich dem Talentförderprogramm School of Excellence des FC Kopenhagen an, wo er 2012 die U17-Mannschaft des Vereins übernahm. In der Saison 2015/16 führte Neestrup die U17-Mannschaft des FC Kopenhagen ohne Niederlage zum Gewinn der dänischen Meisterschaft. In der Sommerpause nach der Saison 2017/18 übernahm Neestrup das Amt des Assistenztrainers der ersten Mannschaft des Vereins.
Am 20. Juni 2019 wurde er als Cheftrainer des Zweitligisten Viborg vorgestellt. Er beendete die Saison 2019/20 mit Viborg auf dem zweiten Platz hinter Aufsteiger Vejle BK. Im Dezember 2020 kehrte Neestrup als Assistenztrainer von Jess Thorup zum FC Kopenhagen zurück.
Nachdem der amtierende Meister in der Saison 2022/23 nach zehn Spieltagen nur auf dem neunten Platz gelegen hatte, wurde Thorup am 20. September 2022 entlassen. Neestrup wurde zu dessen Nachfolger als Cheftrainer ernannt und mit einem Vertrag bis zum Sommer 2026 ausgestattet. Trotz 10 Punkten Rückstand auf den ersten Platz bei seinem Amtsantritt führte Neestrup den Verein schließlich zum Gewinn der dänischen Superliga und des dänischen Pokals. In der UEFA Champions League 2023/24 führte Neestrup den Klub bis ins Achtelfinale, nachdem sich der FC Kopenhagen in der Gruppenphase hinter Bayern München auf dem zweiten Platz vor Galatasaray Istanbul und Manchester United behauptet hatte.

## Erfolge

### Spieler
- Dänischer Meister: 2009
- Dänischer Pokalsieger: 2009

### Trainer
- Dänischer Meister: 2023, 2025
- Dänischer Pokalsieger: 2023